# Кротвиллер
Кротвиллер (фр. Krautwiller) — коммуна на северо-востоке Франции в регионе Гранд-Эст (бывший Эльзас — Шампань — Арденны — Лотарингия), департамент Нижний Рейн, округ Агно-Висамбур, кантон Брюмат.
Площадь коммуны — 1,48 км², население — 192 человека (2006) с тенденцией к росту: 198 человек (2013), плотность населения — 133,8 чел/км².

## Население
Население коммуны в 2011 году составляло 182 человека, в 2012 году — 188 человек, а в 2013-м — 198 человек.
| 1962 | 1968 | 1975 | 1982 | 1990 | 1999 | 2006 | 2008 | 2011 | 2012 | 2013 |
| ---- | ---- | ---- | ---- | ---- | ---- | ---- | ---- | ---- | ---- | ---- |
| 108  | 101  | 117  | 131  | 136  | 153  | 192  | 192  | 182  | 188  | 198  |

Динамика населения:

## Экономика
В 2010 году из 129 человек трудоспособного возраста (от 15 до 64 лет) 98 были экономически активными, 31 — неактивными (показатель активности 76,0 %, в 1999 году — 79,8 %). Из 98 активных трудоспособных жителей работали 94 человека (41 мужчина и 53 женщины), 4 числились безработными (двое мужчин и две женщины). Среди 31 трудоспособных неактивных граждан 12 были учениками либо студентами, 16 — пенсионерами, а ещё 3 — были неактивны в силу других причин.